# 44ª Brigata meccanizzata
La 44ª Brigata meccanizzata autonoma (in ucraino 44-та окрема механізована бригада?, 44-ta okrema mechanizovana bryhada, unità militare A4723) è un'unità di fanteria meccanizzata delle Forze terrestri ucraine, subordinata al Comando operativo "Nord" e con base a Nižyn.

## Storia
La brigata è stata creata il 2 marzo 2023, come parte dell'espansione dell'esercito ucraino in previsione della controffensiva estiva. È stata addestrata in Polonia, dove i tre battaglioni meccanizzati sono stati equipaggiati con i BMP-1 e i KTO Rosomak polacchi donati all'Ucraina. Il battaglione corazzato è invece dotato dei Leopard 1A5.
È stata impiegata per la prima volta al fronte nell'area di Bachmut, dove il 9 agosto è stato ucciso in combattimento il comandante del 3º Battaglione, maggiore Oleksij Šedul'ko. A settembre è stata trasferita a nord, venendo impiegata insieme alla 42ª Brigata meccanizzata per rinforzare le difese ucraine nella zona di Kup"jans'k. Nel corso del 2024 ha continuato a combattere sul fronte della regione di Luhans'k. Dopo un periodo di riposo nelle retrovie nell'inverno del 2025, a maggio è stata schierata a rinforzare il settore a ovest di Torec'k.

## Struttura
- Comando di brigata[9]
- 1º Battaglione meccanizzato
- 2º Battaglione meccanizzato
- 3º Battaglione meccanizzato
- Battaglione fanteria motorizzata
- 21º Battaglione fucilieri (Černihiv, unità militare A7105)[10]
- 61º Battaglione fucilieri (unità militare A4462)[11]
- 62º Battaglione fucilieri (Poltava, unità militare A4467)[12]
- 64º Battaglione fucilieri (unità militare A4553)[13]
- Battaglione corazzato (Leopard 1A5)
- Battaglione sistemi senza pilota "Calyptra"
- Gruppo d'artiglieria
  - Battaglione artiglieria semovente (2S1 Gvozdika)
  - Battaglione artiglieria semovente
  - Battaglione artiglieria lanciarazzi
  - Battaglione artiglieria controcarri
- Battaglione artiglieria missilistica contraerei
- Battaglione genio
- Battaglione manutenzione
- Battaglione logistico
- Compagnia ricognizione
- Compagnia comunicazioni
- Compagnia radar
- Compagnia difesa NBC
- Compagnia medica